# ネット小説大賞
ネット小説大賞（ねっとしょうせつたいしょう）は、小説投稿サイト「小説家になろう」と連携してクラウドゲート株式会社が運営している日本最大級のライトノベルの文学賞である。

## 概要
2012年にエリュシオンライトノベルコンテストとして2012年の秋に第1回の募集を開始し、2013年6月に優勝作品が発表された。
第1回から第3回までは「なろうコン（エリュシオンライトノベルコンテスト）」と称されていたが、第4回から「ネット小説大賞」へと改名された。

## 受賞作品一覧
タイトルや作者名の下に括弧がある場合は、括弧内に出版時の名義が示されている。年度は募集開始ではなく、受賞作品の発表年度を基準としている。

### ネット小説大賞
| 回数              | 賞 | タイトル | 著者                                    | 応募作品総数 | 出典                        |
| ----------------- | --- | --- | --------------------------------------- | ------------ | --------------------------- |
| 第1回 （2013年）  | グランプリ | Dear Friend （壊天の召喚撃退士） | スライム （栖原依夢）                   | 1135         | [ 5 ] [ 6 ]                 |
| 第2回 （2014年）  | グランプリ | まのわ 魔物倒す・能力奪う・私強くなる | 紫炎                                    | 2200         | [ 7 ] [ 8 ] [ 9 ]           |
| 第2回 （2014年）  | 受賞 | Vermillion;朱き強弓のエトランジェ （Vermillion 朱き強弓のエトランジェ） | 只野新人                                | 2200         | [ 7 ] [ 8 ] [ 9 ]           |
| 第2回 （2014年）  | 受賞 | 異世界居酒屋「のぶ」 | 蝉川夏哉                                | 2200         | [ 7 ] [ 8 ] [ 9 ]           |
| 第2回 （2014年）  | 受賞 | 異世界の役所でアルバイト始めました | 硝子町玻璃                              | 2200         | [ 7 ] [ 8 ] [ 9 ]           |
| 第2回 （2014年）  | 受賞 | 神様は異世界にお引越ししました | アマラ                                  | 2200         | [ 7 ] [ 8 ] [ 9 ]           |
| 第2回 （2014年）  | 受賞 | 吸血姫は薔薇色の夢をみる | 佐崎一路                                | 2200         | [ 7 ] [ 8 ] [ 9 ]           |
| 第2回 （2014年）  | 受賞 | サラリーマン中二病 | 山南葉                                  | 2200         | [ 7 ] [ 8 ] [ 9 ]           |
| 第2回 （2014年）  | 受賞 | ヘヴンズ・コンストラクター | Lizreel （高山理図）                    | 2200         | [ 7 ] [ 8 ] [ 9 ]           |
| 第2回 （2014年）  | 受賞 | ユグドラシルの樹の下で | paiちゃん                               | 2200         | [ 7 ] [ 8 ] [ 9 ]           |
| 第2回 （2014年）  | 追加受賞 | 宝石吐きのおんなのこ | なみあと                                | 2200         | [ 7 ] [ 8 ] [ 9 ]           |
| 第3回 （2015年）  | グランプリ | 俺の死亡フラグが留まるところを知らない | 泉                                      | 6284         | [ 10 ] [ 11 ] [ 12 ]        |
| 第3回 （2015年）  | 金賞 | ああ勇者、君の苦しむ顔が見たいんだ | ユウシャ・アイウエオン                  | 6284         | [ 10 ] [ 11 ] [ 12 ]        |
| 第3回 （2015年）  | 金賞 | 邪神アベレージ | 北瀬野ゆなき                            | 6284         | [ 10 ] [ 11 ] [ 12 ]        |
| 第3回 （2015年）  | 金賞 | 救わなきゃダメですか?異世界 | 青山有                                  | 6284         | [ 10 ] [ 11 ] [ 12 ]        |
| 第3回 （2015年）  | 金賞 | 北欧貴族と猛禽妻の雪国狩り暮らし | 江本マシメサ                            | 6284         | [ 10 ] [ 11 ] [ 12 ]        |
| 第3回 （2015年）  | 受賞 | 異世界ダンジョンでRTA | ユウリ                                  | 6284         | [ 10 ] [ 11 ] [ 12 ]        |
| 第3回 （2015年）  | 受賞 | 異世界でも鍵屋さん | 黒六                                    | 6284         | [ 10 ] [ 11 ] [ 12 ]        |
| 第3回 （2015年）  | 受賞 | 乙女ゲーム世界で戦闘職を極めます 異世界太腕漂流記 | 笹の葉粟餅                              | 6284         | [ 10 ] [ 11 ] [ 12 ]        |
| 第3回 （2015年）  | 受賞 | おひとりさまでした。 アラサー男は、悪魔娘と飯を食う | 天那 光汰（=ΦωΦ=） （天那光汰）         | 6284         | [ 10 ] [ 11 ] [ 12 ]        |
| 第3回 （2015年）  | 受賞 | 騎士団付属のカフェテリアは、夜間営業をしておりません。 | 厳 （遠原嘉乃）                         | 6284         | [ 10 ] [ 11 ] [ 12 ]        |
| 第3回 （2015年）  | 受賞 | 救いをこの手に | 長考師                                  | 6284         | [ 10 ] [ 11 ] [ 12 ]        |
| 第3回 （2015年）  | 受賞 | 戦慄の魔術師と五帝獣 | 戸津秋太                                | 6284         | [ 10 ] [ 11 ] [ 12 ]        |
| 第3回 （2015年）  | 受賞 | 田中のアトリエ 〜年齢イコール彼女いない歴の錬金術師〜 （田中〜年齢イコール彼女いない歴の魔法使い〜） | 金髪ロリ文庫 （ぶんころり）             | 6284         | [ 10 ] [ 11 ] [ 12 ]        |
| 第3回 （2015年）  | 受賞 | ダンジョンの魔王は最弱っ!? | 日曜                                    | 6284         | [ 10 ] [ 11 ] [ 12 ]        |
| 第3回 （2015年）  | 受賞 | 塔の管理をしてみよう | 早秋                                    | 6284         | [ 10 ] [ 11 ] [ 12 ]        |
| 第3回 （2015年）  | 受賞 | ネトラレ男のすべらない商売 | 一条ゆり （一条由吏）                   | 6284         | [ 10 ] [ 11 ] [ 12 ]        |
| 第3回 （2015年）  | 受賞 | 箱庭の薬術師 | ぷにちゃん                              | 6284         | [ 10 ] [ 11 ] [ 12 ]        |
| 第3回 （2015年）  | 受賞 | 美女と賢者と魔人の剣 | 片遊佐牽太                              | 6284         | [ 10 ] [ 11 ] [ 12 ]        |
| 第3回 （2015年）  | 受賞 | マイバイブルは『異世界召喚物語』 | ポモドーロ                              | 6284         | [ 10 ] [ 11 ] [ 12 ]        |
| 第3回 （2015年）  | 受賞 | 巻き込まれて異世界転移する奴は、大抵チート | 海東方舟                                | 6284         | [ 10 ] [ 11 ] [ 12 ]        |
| 第3回 （2015年）  | 受賞 | 迷宮レストラン （迷宮レストラン ダンジョン最深部でお待ちしております） | 悠戯                                    | 6284         | [ 10 ] [ 11 ] [ 12 ]        |
| 第3回 （2015年）  | 追加受賞 | 図書館ドラゴンは火を吹かない | 東雲佑                                  | 6284         | [ 10 ] [ 11 ] [ 12 ]        |
| 第3回 （2015年）  | 追加受賞 | ダイモンズ・フロンティア〜悪党刑事と欲望の地下迷宮〜 | 白城海                                  | 6284         | [ 10 ] [ 11 ] [ 12 ]        |
| 第4回 （2016年）  | グランプリ | 回復魔法を得た童貞のチーレム異世界転移記 | チキン （ダブルてりやきチキン）         | 7612         | [ 13 ] [ 14 ] [ 15 ] [ 16 ] |
| 第4回 （2016年）  | 金賞 | 成長チートでなんでもできるようになったが、無職だけは辞められないようです | 時野洋輔                                | 7612         | [ 13 ] [ 14 ] [ 15 ] [ 16 ] |
| 第4回 （2016年）  | 金賞 | ゴブリンの王国 ゴブリンの王国 王の生誕 I | 春野隠者                                | 7612         | [ 13 ] [ 14 ] [ 15 ] [ 16 ] |
| 第4回 （2016年）  | 金賞 | 転生して田舎でスローライフをおくりたい | 錬金王                                  | 7612         | [ 13 ] [ 14 ] [ 15 ] [ 16 ] |
| 第4回 （2016年）  | 金賞 | 再召喚された勇者は一般人として生きていく? | かたなかじ                              | 7612         | [ 13 ] [ 14 ] [ 15 ] [ 16 ] |
| 第4回 （2016年）  | 金賞 | 聖者無双 〜サラリーマン、異世界で生き残るために歩む道〜 | ブロッコリーライオン                    | 7612         | [ 13 ] [ 14 ] [ 15 ] [ 16 ] |
| 第4回 （2016年）  | 金賞 | 異世界に来たみたいだけど如何すれば良いのだろう | 舞                                      | 7612         | [ 13 ] [ 14 ] [ 15 ] [ 16 ] |
| 第4回 （2016年）  | メディア賞 | ラスボスの向こう側〜最強の裏ボス=邪神に転生したけど、1000年誰も来ないから学園に通うことにした〜 （ラスボスの向こう側） | たわわ （天音のわる）                   | 7612         | [ 13 ] [ 14 ] [ 15 ] [ 16 ] |
| 第4回 （2016年）  | 受賞 | 魔剣師の魔剣による魔剣のためのハーレムライフ | 伏（龍）                                | 7612         | [ 13 ] [ 14 ] [ 15 ] [ 16 ] |
| 第4回 （2016年）  | 受賞 | 異世界でアイテムコレクター | 時野洋輔                                | 7612         | [ 13 ] [ 14 ] [ 15 ] [ 16 ] |
| 第4回 （2016年）  | 受賞 | リアル世界にダンジョンが出来た | ダンジョンマスター                      | 7612         | [ 13 ] [ 14 ] [ 15 ] [ 16 ] |
| 第4回 （2016年）  | 受賞 | 異世界×サバイバー 黒き魔眼のストレンジャー | 佐藤清十郎                              | 7612         | [ 13 ] [ 14 ] [ 15 ] [ 16 ] |
| 第4回 （2016年）  | 受賞 | 異世界駅舎の喫茶店 | Swind                                   | 7612         | [ 13 ] [ 14 ] [ 15 ] [ 16 ] |
| 第4回 （2016年）  | 受賞 | 異世界娼館の支配人 | Sin Guilty                              | 7612         | [ 13 ] [ 14 ] [ 15 ] [ 16 ] |
| 第4回 （2016年）  | 受賞 | 異世界の魔法言語がどう見ても日本語だった件 | トラ子猫                                | 7612         | [ 13 ] [ 14 ] [ 15 ] [ 16 ] |
| 第4回 （2016年）  | 受賞 | お抹茶セット五百円（お薄茶・和菓子・付喪神） 尾道茶寮 夜咄堂 | 加藤泰幸                                | 7612         | [ 13 ] [ 14 ] [ 15 ] [ 16 ] |
| 第4回 （2016年）  | 受賞 | カンナのカンナ 異端召喚者はシナリオブレイカー （カンナのカンナ） | ナカノムラアヤスケ                      | 7612         | [ 13 ] [ 14 ] [ 15 ] [ 16 ] |
| 第4回 （2016年）  | 受賞 | キャラクターメイキングで異世界転生! | 九重遥                                  | 7612         | [ 13 ] [ 14 ] [ 15 ] [ 16 ] |
| 第4回 （2016年）  | 受賞 | 最強魔王様の日本グルメ | kimimaro                                | 7612         | [ 13 ] [ 14 ] [ 15 ] [ 16 ] |
| 第4回 （2016年）  | 受賞 | 山賊よ、大志を抱け。王国再興を成し遂げるために! | paiちゃん                               | 7612         | [ 13 ] [ 14 ] [ 15 ] [ 16 ] |
| 第4回 （2016年）  | 受賞 | 静かの海 | 筏田かつら                              | 7612         | [ 13 ] [ 14 ] [ 15 ] [ 16 ] |
| 第4回 （2016年）  | 受賞 | 自分が異世界に転移するなら | 昼熊                                    | 7612         | [ 13 ] [ 14 ] [ 15 ] [ 16 ] |
| 第4回 （2016年）  | 受賞 | 召喚獣ですがご主人様がきびしいです | みゅうみゅう                            | 7612         | [ 13 ] [ 14 ] [ 15 ] [ 16 ] |
| 第4回 （2016年）  | 受賞 | スタイリッシュざまぁ | Aska                                    | 7612         | [ 13 ] [ 14 ] [ 15 ] [ 16 ] |
| 第4回 （2016年）  | 受賞 | そのガーゴイルは地上でも危険です 〜翼を失くした最強ガーゴイルの放浪記〜 （そのガーゴイルは地上でも危険です） | 大地の怒り                              | 7612         | [ 13 ] [ 14 ] [ 15 ] [ 16 ] |
| 第4回 （2016年）  | 受賞 | 蜥蜴の忠誠、貴方に誓う。 | 岩月クロ                                | 7612         | [ 13 ] [ 14 ] [ 15 ] [ 16 ] |
| 第4回 （2016年）  | 受賞 | 眼鏡とあまのじゃく〜地味なモブの俺が、なぜか派手なギャルの美少女につきまとわれてる件について〜 （君に恋をするなんて、ありえないはずだった） | 筏田かつら                              | 7612         | [ 13 ] [ 14 ] [ 15 ] [ 16 ] |
| 第4回 （2016年）  | 受賞 | 悪役令嬢に転生したけどごはんがおいしくて幸せです! | 矢御あやせ                              | 7612         | [ 13 ] [ 14 ] [ 15 ] [ 16 ] |
| 第4回 （2016年）  | 受賞 | 明かせぬ正体 〜乞食に堕とされた最強の男の復讐〜 | ポルカ                                  | 7612         | [ 13 ] [ 14 ] [ 15 ] [ 16 ] |
| 第4回 （2016年）  | 受賞 | 四度目は嫌な死属性魔術師 | デンスケ                                | 7612         | [ 13 ] [ 14 ] [ 15 ] [ 16 ] |
| 第4回 （2016年）  | 受賞 | 異世界でもふもふなでなでするためにがんばってます。 | 向日葵                                  | 7612         | [ 13 ] [ 14 ] [ 15 ] [ 16 ] |
| 第4回 （2016年）  | 受賞 | エリィ・ゴールデンと悪戯な転換〜ブスでデブでもイケメンエリート〜 （エリィ・ゴールデンと悪戯な転換 ブスでデブでもイケメンエリート） | よだ （四葉夕卜）                       | 7612         | [ 13 ] [ 14 ] [ 15 ] [ 16 ] |
| 第4回 （2016年）  | 受賞 | アリの巣ダンジョンへようこそ! | テラン                                  | 7612         | [ 13 ] [ 14 ] [ 15 ] [ 16 ] |
| 第4回 （2016年）  | 受賞 | ギルドのお助けマン? | paiちゃん                               | 7612         | [ 13 ] [ 14 ] [ 15 ] [ 16 ] |
| 第4回 （2016年）  | 受賞 | いずれ不敗の魔法遣い 〜アカシックレコード・オーバーライト〜 | Sin Guilty                              | 7612         | [ 13 ] [ 14 ] [ 15 ] [ 16 ] |
| 第4回 （2016年）  | 受賞 | オークの騎士 | darnylee                                | 7612         | [ 13 ] [ 14 ] [ 15 ] [ 16 ] |
| 第4回 （2016年）  | 受賞 | 俺は/私は オタク友達がほしいっ! | 左リュウ                                | 7612         | [ 13 ] [ 14 ] [ 15 ] [ 16 ] |
| 第4回 （2016年）  | 受賞 | ◆銀色のスナイパー◆ 〜『異世界』+『天才狙撃手』+『カンストステータス』〜 （銀色のスナイパー） | 名もなき多肉                            | 7612         | [ 13 ] [ 14 ] [ 15 ] [ 16 ] |
| 第4回 （2016年）  | 受賞 | 白いしっぽと私の日常 | クロサキリク                            | 7612         | [ 13 ] [ 14 ] [ 15 ] [ 16 ] |
| 第4回 （2016年）  | 受賞 | スウィートドリームファクトリー | ひょうたんふくろう                      | 7612         | [ 13 ] [ 14 ] [ 15 ] [ 16 ] |
| 第4回 （2016年）  | 受賞 | 奴隷商人になったよin異世界 | ルンパルンパ                            | 7612         | [ 13 ] [ 14 ] [ 15 ] [ 16 ] |
| 第4回 （2016年）  | 受賞 | 日本国召喚 | みのろう                                | 7612         | [ 13 ] [ 14 ] [ 15 ] [ 16 ] |
| 第4回 （2016年）  | 受賞 | ノヴァゼムーリャの領主 | 文野さと                                | 7612         | [ 13 ] [ 14 ] [ 15 ] [ 16 ] |
| 第4回 （2016年）  | 受賞 | 薔薇姫は支配者として君臨する | 夜猫                                    | 7612         | [ 13 ] [ 14 ] [ 15 ] [ 16 ] |
| 第4回 （2016年）  | 受賞 | ポンコツ魔神 逃亡中! | 鏑木ハルカ                              | 7612         | [ 13 ] [ 14 ] [ 15 ] [ 16 ] |
| 第4回 （2016年）  | 受賞 | 転生したら剣でした | 棚架ユウ                                | 7612         | [ 13 ] [ 14 ] [ 15 ] [ 16 ] |
| 第4回 （2016年）  | 拾い上げ | 神さまSHOPでチートの香り | 佐々木さざめき                          | 7612         | [ 13 ] [ 14 ] [ 15 ] [ 16 ] |
| 第4回 （2016年）  | 追加受賞 | 異世界をガチャで切り開け! （希望のクライノート 魔法戦士は異世界限定ガチャを回す） | オスカる                                | 7612         | [ 13 ] [ 14 ] [ 15 ] [ 16 ] |
| 第5回 （2017年）  | グランプリ | 妻を殺してもバレない確率 | 桜川ヒロ                                | 7165         | [ 17 ] [ 18 ] [ 19 ] [ 20 ] |
| 第5回 （2017年）  | 金賞 | チートあるけどまったり暮らしたい のんびり魔道具作ってたいのに チートあるけどまったり暮らしたい | なんじゃもんじゃ                        | 7165         | [ 17 ] [ 18 ] [ 19 ] [ 20 ] |
| 第5回 （2017年）  | 金賞 | 魔王様、リトライ! | 神埼黒音                                | 7165         | [ 17 ] [ 18 ] [ 19 ] [ 20 ] |
| 第5回 （2017年）  | 金賞 | 元最強の剣士は、異世界魔法に憧れる | 紅月シン                                | 7165         | [ 17 ] [ 18 ] [ 19 ] [ 20 ] |
| 第5回 （2017年）  | 金賞 | 俺んちに来た女騎士と田舎暮らしすることになった件 | 裂田                                    | 7165         | [ 17 ] [ 18 ] [ 19 ] [ 20 ] |
| 第5回 （2017年）  | コミカライズ賞 | 俺んちに来た女騎士と田舎暮らしすることになった件 | 裂田                                    | 7165         | [ 17 ] [ 18 ] [ 19 ] [ 20 ] |
| 第5回 （2017年）  | メディア賞 | 名前のない怪物 | 黒木京也                                | 7165         | [ 17 ] [ 18 ] [ 19 ] [ 20 ] |
| 第5回 （2017年）  | 受賞 | クラスが異世界召喚されたなか俺だけ残ったんですが | サザンテラス                            | 7165         | [ 17 ] [ 18 ] [ 19 ] [ 20 ] |
| 第5回 （2017年）  | 受賞 | サキュバスに転生したのでミルクをしぼります。 | 木野裕喜                                | 7165         | [ 17 ] [ 18 ] [ 19 ] [ 20 ] |
| 第5回 （2017年）  | 受賞 | トカゲといっしょ | 岩舘野良猫                              | 7165         | [ 17 ] [ 18 ] [ 19 ] [ 20 ] |
| 第5回 （2017年）  | 受賞 | 魔欠落者の収納魔法〜フェンリルが住み着きました〜 | 富士とまと                              | 7165         | [ 17 ] [ 18 ] [ 19 ] [ 20 ] |
| 第5回 （2017年）  | 受賞 | おきつねさまと食べ歩き （お狐さまと食べ歩き 食いしん坊のあやかしは、甘味がお好き） | 八代将門                                | 7165         | [ 17 ] [ 18 ] [ 19 ] [ 20 ] |
| 第5回 （2017年）  | 受賞 | 織田家の長男に生まれました | いせひこ （大沼田伊勢彦）               | 7165         | [ 17 ] [ 18 ] [ 19 ] [ 20 ] |
| 第5回 （2017年）  | 受賞 | スキルの種 〜俺のチートは神をも軽く凌駕する〜 （俺のチートは神をも軽く凌駕する） | 黄昏時                                  | 7165         | [ 17 ] [ 18 ] [ 19 ] [ 20 ] |
| 第5回 （2017年）  | 受賞 | 辺境貴族は理想のスローライフを求める | セイ                                    | 7165         | [ 17 ] [ 18 ] [ 19 ] [ 20 ] |
| 第5回 （2017年）  | 受賞 | 国境線の魔術師 〜休暇願を出したら、激務の職場へ飛ばされた〜 （国境線の魔術師 休暇願を出したら、激務の職場へ飛ばされた） | 青山有                                  | 7165         | [ 17 ] [ 18 ] [ 19 ] [ 20 ] |
| 第5回 （2017年）  | 受賞 | VRMMOの支援職人 〜トッププレイヤーの仕掛人〜 （VRMMOの支援職人 トッププレイヤーの仕掛人） | 二階堂風都                              | 7165         | [ 17 ] [ 18 ] [ 19 ] [ 20 ] |
| 第5回 （2017年）  | 受賞 | 深煎りの魔女とカフェ・アルトの客人たち （深煎りの魔女とカフェ・アルトの客人たち ロンドンに薫る珈琲の秘密） | くろひつじ 天見ひつじ                   | 7165         | [ 17 ] [ 18 ] [ 19 ] [ 20 ] |
| 第5回 （2017年）  | 受賞 | 覇王の走狗（いぬ） （皇華走狗伝 星無き少年と宿命の覇王） | KEY （喜多村やすは）                    | 7165         | [ 17 ] [ 18 ] [ 19 ] [ 20 ] |
| 第5回 （2017年）  | 受賞 | ブラックホールをふさいだ日、 | 村崎千尋                                | 7165         | [ 17 ] [ 18 ] [ 19 ] [ 20 ] |
| 第5回 （2017年）  | 受賞 | カワイイ俺とキミの嘘! | 千早朔                                  | 7165         | [ 17 ] [ 18 ] [ 19 ] [ 20 ] |
| 第5回 （2017年）  | 受賞 | ニセモノだけど恋だった | 齋藤ゆうこ                              | 7165         | [ 17 ] [ 18 ] [ 19 ] [ 20 ] |
| 第5回 （2017年）  | 受賞 | 退魔の盾 （ガーディアン 新宿警察署特殊事案対策課） | 鷹樹烏介                                | 7165         | [ 17 ] [ 18 ] [ 19 ] [ 20 ] |
| 第5回 （2017年）  | 受賞 | 転生貴族の異世界冒険録〜自重を知らない神々の使徒〜 | 夜州                                    | 7165         | [ 17 ] [ 18 ] [ 19 ] [ 20 ] |
| 第5回 （2017年）  | 受賞 | フロンティアダイアリー 〜元貴族の異世界辺境生活日記 | 鬼ノ城ミヤ                              | 7165         | [ 17 ] [ 18 ] [ 19 ] [ 20 ] |
| 第5回 （2017年）  | 受賞 | どうやら私の身体は完全無敵のようですね | ちゃつふさ                              | 7165         | [ 17 ] [ 18 ] [ 19 ] [ 20 ] |
| 第5回 （2017年）  | 受賞 | 『男女比 1:30』 世界の黒一点アイドル | ヒラガナ                                | 7165         | [ 17 ] [ 18 ] [ 19 ] [ 20 ] |
| 第5回 （2017年）  | 受賞 | シナリオ通りに退場したのに、今さら何の御用ですか? | 真弓りの                                | 7165         | [ 17 ] [ 18 ] [ 19 ] [ 20 ] |
| 第5回 （2017年）  | 受賞 | リアルチートオンライン | すてふ                                  | 7165         | [ 17 ] [ 18 ] [ 19 ] [ 20 ] |
| 第5回 （2017年）  | 拾い上げ | 太閤の見た夢〜逆境からはじめる豊臣秀頼への転生戦記〜 （太閤を継ぐ者 逆境からはじまる豊臣秀頼への転生ライフ） | 友理潤                                  | 7165         | [ 17 ] [ 18 ] [ 19 ] [ 20 ] |
| 第6回 （2018年）  | グランプリ | 帝都メルヒェン探偵録 | クロサキリク （黒崎リク）               | 10156        | [ 21 ] [ 22 ] [ 23 ] [ 24 ] |
| 第6回 （2018年）  | 金賞 | おっさんたちの戦いはこれからだ! 勇者パーティーの初期メンバーだった商人は勇者を使い捨てた大国にブチギレました。 | necodeth                                | 10156        | [ 21 ] [ 22 ] [ 23 ] [ 24 ] |
| 第6回 （2018年）  | 金賞 | 捨て子になりましたが、魔法のおかげで大丈夫そうです | 明日                                    | 10156        | [ 21 ] [ 22 ] [ 23 ] [ 24 ] |
| 第6回 （2018年）  | 受賞 | 拝啓、天国の姉さん…勇者になった姪が強すぎて──叔父さん…保護者とかそろそろ無理です。 | LA軍                                    | 10156        | [ 21 ] [ 22 ] [ 23 ] [ 24 ] |
| 第6回 （2018年）  | 受賞 | ドラゴン狂いの課金テイマーさん | リブラプカ                              | 10156        | [ 21 ] [ 22 ] [ 23 ] [ 24 ] |
| 第6回 （2018年）  | 受賞 | ファンタジーをほとんど知らない女子高生による異世界転移生活 | コウ                                    | 10156        | [ 21 ] [ 22 ] [ 23 ] [ 24 ] |
| 第6回 （2018年）  | 受賞 | わたしはたまごで異世界無双する! | 葉月クロル                              | 10156        | [ 21 ] [ 22 ] [ 23 ] [ 24 ] |
| 第6回 （2018年）  | 受賞 | その冒険者、取り扱い注意。 | Sin Guilty                              | 10156        | [ 21 ] [ 22 ] [ 23 ] [ 24 ] |
| 第6回 （2018年）  | 受賞 | 素人おっさん、転生サッカーライフを満喫する | ハーーナ殿下                            | 10156        | [ 21 ] [ 22 ] [ 23 ] [ 24 ] |
| 第6回 （2018年）  | 受賞 | 冒険家になろう! スキルボードでダンジョン攻略 （冒険家になろう! 〜スキルボードでダンジョン攻略〜） | 萩鵜アキ                                | 10156        | [ 21 ] [ 22 ] [ 23 ] [ 24 ] |
| 第6回 （2018年）  | 受賞 | 隣の部屋の女騎士は、異世界人で飲み友達 | 猫正宗                                  | 10156        | [ 21 ] [ 22 ] [ 23 ] [ 24 ] |
| 第6回 （2018年）  | 受賞 | お客様が「神様」でして 〜道後の若女将は女子高生!〜 （道後温泉 湯築屋） | 田井ノエル                              | 10156        | [ 21 ] [ 22 ] [ 23 ] [ 24 ] |
| 第6回 （2018年）  | 受賞 | ハズレ判定から始まったチート魔術士生活 | 篠浦知螺                                | 10156        | [ 21 ] [ 22 ] [ 23 ] [ 24 ] |
| 第6回 （2018年）  | 受賞 | 僕は僕の書いた小説を知らない | Q7/喜友名トト （喜友名トト）            | 10156        | [ 21 ] [ 22 ] [ 23 ] [ 24 ] |
| 第6回 （2018年）  | 受賞 | 斎藤義龍に生まれ変わったので、織田信長に国譲りして長生きするのを目指します! | 巽未頼                                  | 10156        | [ 21 ] [ 22 ] [ 23 ] [ 24 ] |
| 第6回 （2018年）  | 受賞 | 菜の花ルリユール （菜の花工房の書籍修復家 大切な本と想い出、修復します） | 日野祐希                                | 10156        | [ 21 ] [ 22 ] [ 23 ] [ 24 ] |
| 第6回 （2018年）  | 受賞 | 俺、猫だけど夏目さんを探しています。 | 白野こねこ                              | 10156        | [ 21 ] [ 22 ] [ 23 ] [ 24 ] |
| 第6回 （2018年）  | 受賞 | ニャーロック・ニャームズのニャー冒険。 （猫探偵はタマネギをかじる ニャーロック・ニャームズの名推理） | ヒロモト                                | 10156        | [ 21 ] [ 22 ] [ 23 ] [ 24 ] |
| 第6回 （2018年）  | 受賞 | 隣のお姉さんは大学生 （春、ひとり暮らし。隣に住むのはお姉さん。） | m-kawa （森川絵夢）                     | 10156        | [ 21 ] [ 22 ] [ 23 ] [ 24 ] |
| 第6回 （2018年）  | 受賞 | 縁側でひとやすみ （猫付き平屋でひとやすみ 田舎で人生やり直します） | クロッチカ （黒田ちか）                 | 10156        | [ 21 ] [ 22 ] [ 23 ] [ 24 ] |
| 第6回 （2018年）  | 受賞 | ランチからディナーまで六年 | 森崎緩                                  | 10156        | [ 21 ] [ 22 ] [ 23 ] [ 24 ] |
| 第6回 （2018年）  | 受賞 | 転生少年の成長記 〜努力すればするほど強くなれる!?〜 （転生して成長チートを手に入れたら、最凶スキルもついたのですが!?） | やま                                    | 10156        | [ 21 ] [ 22 ] [ 23 ] [ 24 ] |
| 第6回 （2018年）  | 受賞 | ゲームキャラで異世界転生 〜トップランナーはよろず屋さん〜 （ゲームキャラで異世界転生して、大草原ではじめるスローライフ） | 鏑木ハルカ                              | 10156        | [ 21 ] [ 22 ] [ 23 ] [ 24 ] |
| 第6回 （2018年）  | 受賞 | 復讐は天罰を呼び魔術士はぽやぽやを楽しむ （復讐は天罰を呼び、魔術士はぽやぽやを楽しみたい） | 月汰元                                  | 10156        | [ 21 ] [ 22 ] [ 23 ] [ 24 ] |
| 第6回 （2018年）  | 受賞 | いいご身分だな。俺にくれよ （転生貴族は大志をいだく! 「いいご身分だな、俺にくれよ」） | nama                                    | 10156        | [ 21 ] [ 22 ] [ 23 ] [ 24 ] |
| 第6回 （2018年）  | 受賞 | 暗黒騎士物語 〜勇者を倒すために魔王に召喚されました〜 （暗黒騎士物語 勇者を倒すために魔王に召喚されました） | 根崎タケル                              | 10156        | [ 21 ] [ 22 ] [ 23 ] [ 24 ] |
| 第6回 （2018年）  | 受賞 | 隣の席の佐藤さん | 森崎緩                                  | 10156        | [ 21 ] [ 22 ] [ 23 ] [ 24 ] |
| 第6回 （2018年）  | 受賞 | 千のスキルを持つ男 異世界で召喚獣はじめました! | 長野文三郎                              | 10156        | [ 21 ] [ 22 ] [ 23 ] [ 24 ] |
| 第6回 （2018年）  | 受賞 | ガベージブレイブ【異世界に召喚され捨てられた勇者の復讐物語】 | なんじゃもんじゃ                        | 10156        | [ 21 ] [ 22 ] [ 23 ] [ 24 ] |
| 第6回 （2018年）  | 受賞 | 異世界でも無難に生きたい症候群 | 安泰                                    | 10156        | [ 21 ] [ 22 ] [ 23 ] [ 24 ] |
| 第6回 （2018年）  | 受賞 | 田中タダシ（41）建国記『中世ヨーロッパ風なんてキツすぎる!』 （リオンクール戦記） | 小倉ひろあき                            | 10156        | [ 21 ] [ 22 ] [ 23 ] [ 24 ] |
| 第6回 （2018年）  | 受賞 | 五つの塔の頂へ | 夜々里春                                | 10156        | [ 21 ] [ 22 ] [ 23 ] [ 24 ] |
| 第7回 （2019年）  | 金賞 | 才能の器 〜素敵なスキル横伸ばし生活〜 （「才能の器」で目指す迷宮最深部 スキル横伸ばしのはずが、万能チートだった!） | とんび                                  | 9376         | [ 25 ] [ 26 ] [ 27 ] [ 28 ] |
| 第7回 （2019年）  | 金賞 | 勇者伝説の裏側で俺は英雄伝説を作ります 〜王道殺しの英雄譚〜 | ナカノムラアヤスケ                      | 9376         | [ 25 ] [ 26 ] [ 27 ] [ 28 ] |
| 第7回 （2019年）  | コミカライズ賞 | 異世界の戦士として国に招かれたけど、断って兵士から始める事にした | アネコユサギ                            | 9376         | [ 25 ] [ 26 ] [ 27 ] [ 28 ] |
| 第7回 （2019年）  | 受賞 | 異世界の戦士として国に招かれたけど、断って兵士から始める事にした | アネコユサギ                            | 9376         | [ 25 ] [ 26 ] [ 27 ] [ 28 ] |
| 第7回 （2019年）  | うちの弟子がいつのまにか人類最強になっていて、なんの才能もない師匠の俺が、それを超える宇宙最強に誤認定されている件について | アキライズン |                                         | 9376         | [ 25 ] [ 26 ] [ 27 ] [ 28 ] |
| 第7回 （2019年）  | 俺だけ超天才錬金術師 迷宮都市でゆるーく冒険+才能チートに腹黒生活 （俺だけ超天才錬金術師 ゆる〜いアトリエ生活始めました） | ふつうのにーちゃん |                                         | 9376         | [ 25 ] [ 26 ] [ 27 ] [ 28 ] |
| 第7回 （2019年）  | 過疎ゲーが現実化して萎えてます。 | ペリ一 |                                         | 9376         | [ 25 ] [ 26 ] [ 27 ] [ 28 ] |
| 第7回 （2019年）  | 金貨1枚で変わる冒険者生活 | 天野ハザマ |                                         | 9376         | [ 25 ] [ 26 ] [ 27 ] [ 28 ] |
| 第7回 （2019年）  | 最強陰陽師の異世界転生記 〜下僕の妖怪どもに比べてモンスターが弱すぎるんだが〜 | 小鈴危一 |                                         | 9376         | [ 25 ] [ 26 ] [ 27 ] [ 28 ] |
| 第7回 （2019年）  | 取り柄のない不遇職がユニークスキル【吸収】を手に入れ、モンスターの力を自分モノに出来る最強職になったので、とりあえず冒険者になってみる〜不遇職テイマーの成り上がり〜 （不遇職テイマーの成り上がり スキル【吸収】でモンスターの能力を手に入れ、最強になる） | 愛犬ロック （蒼乃白兎） |                                         | 9376         | [ 25 ] [ 26 ] [ 27 ] [ 28 ] |
| 第7回 （2019年）  | 辺境のんびり 父娘―おやこ―生活 | 佐倉 |                                         | 9376         | [ 25 ] [ 26 ] [ 27 ] [ 28 ] |
| 第7回 （2019年）  | ヒトを勝手に参謀にするんじゃない、この覇王。〜ゲーム世界に放り込まれたオタクの苦労〜 | 港瀬つかさ |                                         | 9376         | [ 25 ] [ 26 ] [ 27 ] [ 28 ] |
| 第7回 （2019年）  | 藤倉君のニセ彼女 | ペッテンソン （村田天） |                                         | 9376         | [ 25 ] [ 26 ] [ 27 ] [ 28 ] |
| 第7回 （2019年）  | 僕のクラスには校内一有名な美人だけどコミュ障な隣人がいます。 | 識原佳乃 |                                         | 9376         | [ 25 ] [ 26 ] [ 27 ] [ 28 ] |
| 第7回 （2019年）  | 魔剣使いの元少年兵は、元敵幹部のお姉さんと一緒に生きたい | 支倉文度 |                                         | 9376         | [ 25 ] [ 26 ] [ 27 ] [ 28 ] |
| 第7回 （2019年）  | 魔性の男を目指します | 立花 |                                         | 9376         | [ 25 ] [ 26 ] [ 27 ] [ 28 ] |
| 第7回 （2019年）  | もふもふを知らなかったら人生の半分は無駄にしていた | ななもふ （ひつじのはね） |                                         | 9376         | [ 25 ] [ 26 ] [ 27 ] [ 28 ] |
| 第7回 （2019年）  | レベル1の最強賢者 〜呪いで最下級魔法しか使えないけど、呪いをかけた神がミスったので最強になれました〜 （レベル1の最強賢者〜呪いで最下級魔法しか使えないけど、神の勘違いで無限の魔力を手に入れ最強に〜）                                                     | 木塚麻弥 |                                         | 9376         | [ 25 ] [ 26 ] [ 27 ] [ 28 ] |
| 第7回 （2019年）  | テイマー養成学校!自分でふ化させた魔物がトカゲだと馬鹿にされていたら、実はエンシェントドラゴンだった件について。 （テイマー養成学校 最弱だった俺の従魔が最強の相棒だった件）                                                                                | かなりつ |                                         | 9376         | [ 25 ] [ 26 ] [ 27 ] [ 28 ] |
| 第7回 （2019年）  | 目指せ樹高634m! 〜杉に転生した俺は歴史を眺めて育つ〜 （転生したら杉でした 目指せ樹高634m! 俺は歴史を眺めて育つ） | 石化 |                                         | 9376         | [ 25 ] [ 26 ] [ 27 ] [ 28 ] |
| 第7回 （2019年）  | 私、引き籠って研究がしたいだけなんです! （貴族に転生したけど、引きこもって研究がしたいんです!） | 浅田千恋 |                                         | 9376         | [ 25 ] [ 26 ] [ 27 ] [ 28 ] |
| 第7回 （2019年）  | 青に侵された屋上 （それでも僕らは、屋上で誰かを想っていた） | 櫻 （櫻いいよ） |                                         | 9376         | [ 25 ] [ 26 ] [ 27 ] [ 28 ] |
| 第7回 （2019年）  | Unlimited World 〜生産職の戦いは9割が準備です〜 | あきさけ |                                         | 9376         | [ 25 ] [ 26 ] [ 27 ] [ 28 ] |
| 第7回 （2019年）  | イマディール不動産へようこそ!〜あなたの理想のおうち探し、お手伝いします〜上 （これより良い物件はございません! 東京広尾・イマディール不動産の営業日誌） | 三沢ケイ |                                         | 9376         | [ 25 ] [ 26 ] [ 27 ] [ 28 ] |
| 第7回 （2019年）  | 英雄魔術師はのんびり暮らしたい 活躍しすぎて命を狙われたので、やり直します | 柊遊馬 |                                         | 9376         | [ 25 ] [ 26 ] [ 27 ] [ 28 ] |
| 第7回 （2019年）  | 白豚貴族だったどうしようもない私に前世の記憶が生えた件 （白豚貴族ですが前世の記憶が生えたのでひよこな弟育てます） | やしろ |                                         | 9376         | [ 25 ] [ 26 ] [ 27 ] [ 28 ] |
| 第7回 （2019年）  | ウィル様は今日も魔法で遊んでいます。 | 綾河ららら |                                         | 9376         | [ 25 ] [ 26 ] [ 27 ] [ 28 ] |
| 第8回 （2020年）  | 金賞 | のんべんだらりな転生者 貧乏農家を満喫す | 咲く桜                                  | 9316         | [ 29 ] [ 30 ] [ 31 ]        |
| 第8回 （2020年）  | 金賞 | ギルド追放された雑用係の下剋上〜超万能な生活スキルで世界最強〜 | 夜桜ユノ                                | 9316         | [ 29 ] [ 30 ] [ 31 ]        |
| 第8回 （2020年）  | コミックシナリオ賞 | ユーガリア戦記 | さくも                                  | 9316         | [ 29 ] [ 30 ] [ 31 ]        |
| 第8回 （2020年）  | コミックシナリオ賞 | 白のネクロマンサー 死霊王への道 | 秀文                                    | 9316         | [ 29 ] [ 30 ] [ 31 ]        |
| 第8回 （2020年）  | メディアリミックス賞 | 王立外来危険種対策騎士団は幹部候補生を募集しています。 | 空戦型                                  | 9316         | [ 29 ] [ 30 ] [ 31 ]        |
| 第8回 （2020年）  | 受賞 | 魔王令嬢の教育係 勇者学院を追放された平民教師は魔王の娘たちの家庭教師となる | 新人                                    | 9316         | [ 29 ] [ 30 ] [ 31 ]        |
| 第8回 （2020年）  | 受賞 | 突然パパになった最強ドラゴンの子育て日記 かわいい娘、ほのぼのと人間界最強に育つ | 蛙田アメコ                              | 9316         | [ 29 ] [ 30 ] [ 31 ]        |
| 第8回 （2020年）  | 受賞 | 辰巳先生の国語科授業 | 瀬川雅峰                                | 9316         | [ 29 ] [ 30 ] [ 31 ]        |
| 第8回 （2020年）  | 受賞 | ルイ16世に転生してしまった俺はフランス革命を全力で阻止してアントワネットと末永くお幸せに暮らしたい | スカーレッドG                           | 9316         | [ 29 ] [ 30 ] [ 31 ]        |
| 第8回 （2020年）  | 受賞 | バートレット英雄譚 〜スローライフしたいのにできない弱小貴族奮闘記〜 | 上谷岩清                                | 9316         | [ 29 ] [ 30 ] [ 31 ]        |
| 第8回 （2020年）  | 受賞 | 「お前には才能がない」と告げられた少女、怪物と評される才能の持ち主だった | ラチム                                  | 9316         | [ 29 ] [ 30 ] [ 31 ]        |
| 第8回 （2020年）  | 受賞 | 没落貴族の嫡男なので好きに生きようと思います 〜最強な血筋なのにどうしてこうなった〜 | やまと                                  | 9316         | [ 29 ] [ 30 ] [ 31 ]        |
| 第8回 （2020年）  | 受賞 | 異世界転移したら飼っていた犬が最強になりました〜最強と言われるシルバーフェンリルと俺がギフトで異世界暮らしを始めたら〜 | 龍央                                    | 9316         | [ 29 ] [ 30 ] [ 31 ]        |
| 第8回 （2020年）  | 受賞 | 奇書館黄昏堂の魔女 〜名も無き手記と追憶の栞〜 （私立図書館・黄昏堂の奇跡 〜持ち出し禁止の名もなき奇書たち〜） | 岡本七緒                                | 9316         | [ 29 ] [ 30 ] [ 31 ]        |
| 第8回 （2020年）  | 受賞 | 拳王 俺はゼロからふたたび現実世界で全ダンジョンの攻略をして地球を救う （ネトゲ廃人の異世界転生記 拳王とよばれた最強の拳が使えないので、1日8時間こん棒を振ることからはじめた） | 陽和                                    | 9316         | [ 29 ] [ 30 ] [ 31 ]        |
| 第8回 （2020年）  | 受賞 | 婚約破棄されたが、そもそも婚約した覚えはない | 西根羽南                                | 9316         | [ 29 ] [ 30 ] [ 31 ]        |
| 第8回 （2020年）  | 受賞 | 遠い声 | てんの翔                                | 9316         | [ 29 ] [ 30 ] [ 31 ]        |
| 第8回 （2020年）  | 受賞 | 死神の絵の具 （死神の絵の具 「僕」が愛した色彩と黒猫の選択） | 長谷川馨                                | 9316         | [ 29 ] [ 30 ] [ 31 ]        |
| 第8回 （2020年）  | 受賞 | 氷の令嬢の溶かし方 | 高峰翔                                  | 9316         | [ 29 ] [ 30 ] [ 31 ]        |
| 第8回 （2020年）  | 受賞 | 異世界転移したら愛犬が最強になりました シルバーフェンリルと俺が異世界暮らしを始めたら | 龍央                                    | 9316         | [ 29 ] [ 30 ] [ 31 ]        |
| 第8回 （2020年）  | 受賞 | 女神「異世界転生何になりたいですか」 俺「勇者の肋骨で」 | 安泰                                    | 9316         | [ 29 ] [ 30 ] [ 31 ]        |
| 第8回 （2020年）  | 受賞 | 星に願う 〜娘は発達障害でした〜 （あなたを愛しているつもりで、私はーー。娘は発達障害でした） | にける♡にけら （遠宮にけ）              | 9316         | [ 29 ] [ 30 ] [ 31 ]        |
| 第8回 （2020年）  | 受賞 | 死にたがりな少女の自殺を邪魔して、遊びにつれていく話。 | 星火燎原                                | 9316         | [ 29 ] [ 30 ] [ 31 ]        |
| 第9回 （2021年）  | 金賞 | 弱小領地の生存戦略! 〜俺の領地が何度繰り返しても滅亡するんだけど。これ、どうしたら助かりますか?〜 | 征夷冬将軍ヤマシタ                      | 14271        | [ 32 ] [ 33 ] [ 34 ]        |
| 第9回 （2021年）  | 金賞 | 聖女になりたい訳ではありませんが （聖女になりたい訳ではありませんが 辺境からきた田舎娘なのに王太子妃候補に選ばれてしまいました!?） | 咲倉未来                                | 14271        | [ 32 ] [ 33 ] [ 34 ]        |
| 第9回 （2021年）  | 金賞 | たとえその目が再び私を映しても （憧れの公爵令嬢と王子に溺愛されています!? 婚約者に裏切られた傷心令嬢は困惑中） | 頼爾                                    | 14271        | [ 32 ] [ 33 ] [ 34 ]        |
| 第9回 （2021年）  | 金賞 | 追放最凶クズ（?）賢者の辺境子育てスローライフ 〜クズだと勘違いされがちな大賢者は、魔王の娘を最強のいい子に育て上げる〜 （追放最凶クズ（?）賢者の辺境子育てスローライフ クズだと勘違いされがちな最強の善人は魔王の娘を超絶いい子に育て上げる） | ふか田さめたろう                        | 14271        | [ 32 ] [ 33 ] [ 34 ]        |
| 第9回 （2021年）  | 受賞 | #壊れた地球の歩き方 | ワナビくんさん （ヤマモトユウスケ）     | 14271        | [ 32 ] [ 33 ] [ 34 ]        |
| 第9回 （2021年）  | 受賞 | #濡れ衣 #炎上 #ウェディングプランナー 〜けれどその火は、消えることなく〜 （#拡散希望 その炎上、濡れ衣です） | とみー （冨長御堂）                     | 14271        | [ 32 ] [ 33 ] [ 34 ]        |
| 第9回 （2021年）  | 受賞 | 悪役令嬢に転生したはずが、主人公よりも溺愛されてるみたいです | 菜々                                    | 14271        | [ 32 ] [ 33 ] [ 34 ]        |
| 第9回 （2021年）  | 受賞 | おいてけぼりの錬金術師 season1 （おいてけぼりの錬金術師） | てぃる                                  | 14271        | [ 32 ] [ 33 ] [ 34 ]        |
| 第9回 （2021年）  | 受賞 | 女嫌いの萌え豚転生 （萌え豚転生 〜悪徳商人だけど勇者を差し置いて異世界無双してみた〜） | 神通力                                  | 14271        | [ 32 ] [ 33 ] [ 34 ]        |
| 第9回 （2021年）  | 受賞 | 国に捨てられた烙印勇者、幼女に拾われて幸せなスローライフを始める | はらくろ                                | 14271        | [ 32 ] [ 33 ] [ 34 ]        |
| 第9回 （2021年）  | 受賞 | 死刑囚、魔法学校にて教鞭を振るう | 無道 （無道透）                         | 14271        | [ 32 ] [ 33 ] [ 34 ]        |
| 第9回 （2021年）  | 受賞 | 捨てられ騎士の逆転記!〜無実の罪で追放された組織貢献度SSSのベテラン騎士、女神に拾われ若返って自分の国を手に入れます! 追放した王国が滅びそう? それじゃあ併合だ!〜 | 南光                                    | 14271        | [ 32 ] [ 33 ] [ 34 ]        |
| 第9回 （2021年）  | 受賞 | 絶望オムライス | 神原月人                                | 14271        | [ 32 ] [ 33 ] [ 34 ]        |
| 第9回 （2021年）  | 受賞 | 鷹は瑞穂の空を飛ぶ〜プラスチックの専門家が華族の娘に転生したので日本は化学立国になります〜 | コモンレール                            | 14271        | [ 32 ] [ 33 ] [ 34 ]        |
| 第9回 （2021年）  | 受賞 | どれだけ努力しても経験値が入らず万年レベル0の俺は追放された〜その後女神がこちらの不手際ですと土下座してきて、お詫びに今まで得ていたはずの値×100倍の経験値をくれたので、一躍世界最強になりました〜 （どれだけ努力しても万年レベル0の俺は追放された〜神の敵と呼ばれた少年は、社畜女神と出会って最強の力を手に入れる〜）                                     | 蓮池太郎 （蓮池タロウ）                 | 14271        | [ 32 ] [ 33 ] [ 34 ]        |
| 第9回 （2021年）  | 受賞 | ネトゲで知り合った巨乳JK美少女を自宅警備員として雇用した結果、家出娘から行方不明者にクラスチェンジした件について （センパイ、自宅警備員の雇用はいかがですか?） | 二上圭                                  | 14271        | [ 32 ] [ 33 ] [ 34 ]        |
| 第9回 （2021年）  | 受賞 | 外れスキル『コンビニ』を与えられて、役立たずだからと街から追放されてしまった俺は、異世界でのんびりとコンビニ生活を満喫しつつ、最後には最強の勇者に成り上がり、みんなにざまぁをして見返す事にしました! | こたつ猫                                | 14271        | [ 32 ] [ 33 ] [ 34 ]        |
| 第9回 （2021年）  | 受賞 | 触れた指先、とまった心 （恋になるまで、あと1センチ） | 六つ花えいこ                            | 14271        | [ 32 ] [ 33 ] [ 34 ]        |
| 第9回 （2021年）  | 受賞 | 辺境に追放された第五王子ですが、なぜか兄嫁たちが未亡人になっておしかけてきます （辺境に追放された第5王子は【幸運】スキルでさくさく生き延びます） | 高見梁川                                | 14271        | [ 32 ] [ 33 ] [ 34 ]        |
| 第9回 （2021年）  | 受賞 | 無駄だと追放された【宮廷獣医】、獣の国に好待遇で招かれる〜森で助けた神獣とケモ耳美少女達にめちゃくちゃ溺愛されながらスローライフを楽しんでる「動物が言うこと聞かなくなったから帰って来い?今更もう遅い」 （無駄だと追放された【宮廷獣医】、獣の国に好待遇で招かれる 〜森で助けた神獣とケモ耳美少女達にめちゃくちゃ溺愛されながらスローライフを楽しんでる） | 茨木野                                  | 14271        | [ 32 ] [ 33 ] [ 34 ]        |
| 第9回 （2021年）  | 受賞 | モテモテハーレム主人公様が愛している幼馴染の無口ヒロインがモブキャラの俺にだけオシャベリで可愛いんだが （霜月さんはモブが好き） | 八神鏡                                  | 14271        | [ 32 ] [ 33 ] [ 34 ]        |
| 第9回 （2021年）  | 受賞 | やり直し転生令嬢はざまぁしたいのに溺愛される | 来須みかん                              | 14271        | [ 32 ] [ 33 ] [ 34 ]        |
| 第9回 （2021年）  | 受賞 | 勇者の母ですが、魔王軍の幹部になりました。 | 野山歩                                  | 14271        | [ 32 ] [ 33 ] [ 34 ]        |
| 第10回 （2022年） | 金賞 | 回復術士だと思っていたら、世界で最初の衛生兵でした! 〜応急手当しかできないと罵倒され、勇者パーティを追放されたヒーラー。最前線で救うべき命が多すぎて、いまさら戻ってこいといわれても判断が遅い!〜 （回復術士だと思っていたら、世界で最初の衛生兵でした! 勇者パーティーを追放されたヒーラーは、戦場の天使と讃えられました）                                | 雪車町地蔵                              | 13116        | [ 35 ] [ 36 ] [ 37 ]        |
| 第10回 （2022年） | 金賞 | 契約結婚? いいえ、雇用結婚です〜婚約破棄された男爵令嬢は北の大地で逞しく生きる | 別所燈                                  | 13116        | [ 35 ] [ 36 ] [ 37 ]        |
| 第10回 （2022年） | 金賞 | 転生したら才能があった件 〜異世界行っても努力する〜 | けん                                    | 13116        | [ 35 ] [ 36 ] [ 37 ]        |
| 第10回 （2022年） | 小説賞 | 愛読家、日々是好日〜慎ましく、天衣無縫に後宮を駆け抜けます〜 | 琴乃葉                                  | 13116        | [ 35 ] [ 36 ] [ 37 ]        |
| 第10回 （2022年） | 小説賞 | あなたの未来を許さない | Syousa.                                 | 13116        | [ 35 ] [ 36 ] [ 37 ]        |
| 第10回 （2022年） | 小説賞 | 異世界に来たけど、生活魔法しか使えません | 梨香                                    | 13116        | [ 35 ] [ 36 ] [ 37 ]        |
| 第10回 （2022年） | 小説賞 | 異世界ラーメン屋台、エルフの食通は『ラメン』が食べたい （異世界ラーメン屋台 エルフの食通は『ラメン』が食べたい） | 森月真冬                                | 13116        | [ 35 ] [ 36 ] [ 37 ]        |
| 第10回 （2022年） | 小説賞 | ヴェールの聖女 〜脱ぐまで誤解は解けません〜 | 山田露子                                | 13116        | [ 35 ] [ 36 ] [ 37 ]        |
| 第10回 （2022年） | 小説賞 | お尋ねの元大聖女は私ですが、名乗り出るつもりはありません | 月神サキ                                | 13116        | [ 35 ] [ 36 ] [ 37 ]        |
| 第10回 （2022年） | 小説賞 | 怪異の掃除人 （怪異の掃除人・曽根崎慎司の事件ファイル 生ける炎は誰が身を喰らうか） | 長埜恵                                  | 13116        | [ 35 ] [ 36 ] [ 37 ]        |
| 第10回 （2022年） | 小説賞 | キコリの異世界譚 （キコリの異世界譚〜転生した少年は、斧1本で成り上がる〜） | 天野ハザマ                              | 13116        | [ 35 ] [ 36 ] [ 37 ]        |
| 第10回 （2022年） | 小説賞 | 婚約破棄23回の冷血貴公子は田舎のポンコツ令嬢にふりまわされる | 玉川玉子                                | 13116        | [ 35 ] [ 36 ] [ 37 ]        |
| 第10回 （2022年） | 小説賞 | 婚約破棄された上に国外追放までされた【妾出の公爵令嬢】ですが、優しい農業ギルドに拾われてとても幸せです〜天気に関するお悩みは、私が解決いたします〜 （追放された公爵令嬢ですが、天気予報スキルのおかげでイケメンに拾われました!） | 青空あかな                              | 13116        | [ 35 ] [ 36 ] [ 37 ]        |
| 第10回 （2022年） | 小説賞 | 聖女召喚に巻き込まれましたが、追放されたのでスキル「ポイント交換」で生きていきます | niku9                                   | 13116        | [ 35 ] [ 36 ] [ 37 ]        |
| 第10回 （2022年） | 小説賞 | 世界で一番『可愛い』雨宮さん、二番目は俺。 | 編乃肌                                  | 13116        | [ 35 ] [ 36 ] [ 37 ]        |
| 第10回 （2022年） | 小説賞 | 高嶺の花扱いされる悪役令嬢ですが、本音はめちゃくちゃ恋したい | 来栖千依                                | 13116        | [ 35 ] [ 36 ] [ 37 ]        |
| 第10回 （2022年） | 小説賞 | たった5分で終わった復讐劇 （恋する王子は不遇令嬢を所望する 竜の魔法が導く溺愛ルート） | 当麻月菜                                | 13116        | [ 35 ] [ 36 ] [ 37 ]        |
| 第10回 （2022年） | 小説賞 | 追放されたギルド職員は、世界最強の召喚士〜今更戻って来いと言ってももう遅い。旧友とパーティを組んで最強の冒険者を目指します〜 | 月島秀一                                | 13116        | [ 35 ] [ 36 ] [ 37 ]        |
| 第10回 （2022年） | 小説賞 | 殿下が一目惚れした令嬢の正体はあなたの護衛騎士です! | 玉川玉子                                | 13116        | [ 35 ] [ 36 ] [ 37 ]        |
| 第10回 （2022年） | 小説賞 | どクズな家族と別れる方法――天才の姉は実はダメ女。無能と言われた妹は救国の魔導士だった | 奏真 （早田結）                         | 13116        | [ 35 ] [ 36 ] [ 37 ]        |
| 第10回 （2022年） | 小説賞 | 冒険者ギルドが十二歳からしか入れなかったので、サバよみました。 | KAME                                    | 13116        | [ 35 ] [ 36 ] [ 37 ]        |
| 第10回 （2022年） | 小説賞 | 皆から可哀想だと言われている婚約者とは縁を切ります!〜お荷物令嬢は覚醒して王国の民を守りたい〜 （お荷物令嬢は覚醒して王国の民を守りたい!） | 暮田呉子                                | 13116        | [ 35 ] [ 36 ] [ 37 ]        |
| 第10回 （2022年） | 小説賞 | モブ同然の悪役令嬢は男装して攻略対象の座を狙う | 岡崎マサムネ                            | 13116        | [ 35 ] [ 36 ] [ 37 ]        |
| 第10回 （2022年） | 小説賞 | やり込んだ乙女ゲームの悪役モブですが、断罪は嫌なので真っ当に生きます | MIZUNA                                  | 13116        | [ 35 ] [ 36 ] [ 37 ]        |
| 第10回 （2022年） | 小説賞 | やり直し辺境伯夫人の幸福な誤算 | 瀬尾優梨                                | 13116        | [ 35 ] [ 36 ] [ 37 ]        |
| 第10回 （2022年） | 小説賞 | 勇者パーティーを当然のように追放された魔王。姥捨て山を仕方ないので最終ダンジョンにリフォームしたら、勇者から「攻略無理」と言われたけど、そこはダンジョンじゃない。トマト畑だ （魔王スローライフを満喫する〜勇者から「攻略無理」と言われたけど、そこはダンジョンじゃない。トマト畑だ）                                                                     | インド人嘘つかない （一路傍）           | 13116        | [ 35 ] [ 36 ] [ 37 ]        |
| 第10回 （2022年） | 小説賞 | 領地を立て直したい嫌われ者のお色気令嬢は女ったらしの成り上がり貴族に愛される | 玉川玉子                                | 13116        | [ 35 ] [ 36 ] [ 37 ]        |
| 第10回 （2022年） | コミックシナリオ賞 | 10年ごしの引きニートを辞めて外出したら自宅ごと異世界に転移してた | 坂東太郎                                | 13116        | [ 35 ] [ 36 ] [ 37 ]        |
| 第10回 （2022年） | コミックシナリオ賞 | 『Hereafter Apollyon Online』〜超高クオリティクソゲーの生産職で巨大ロボット造って遊ぼうとしてるのですが何故か勘違いされます〜 | 西沢東                                  | 13116        | [ 35 ] [ 36 ] [ 37 ]        |
| 第10回 （2022年） | コミックシナリオ賞 | S級鑑定士なのにパーティ追放されたので猫耳娘と農業スローライフしようと思います。戻ってきてと言われてももう遅い〜お人好しは無自覚に成り上がる〜 | 小狐ミナト                              | 13116        | [ 35 ] [ 36 ] [ 37 ]        |
| 第10回 （2022年） | コミックシナリオ賞 | 悪役令嬢はダンスがしたい | しっぽタヌキ                            | 13116        | [ 35 ] [ 36 ] [ 37 ]        |
| 第10回 （2022年） | コミックシナリオ賞 | 異世界トリップしたので可愛い獣人を全力で愛でることにしました。 | 明。                                    | 13116        | [ 35 ] [ 36 ] [ 37 ]        |
| 第10回 （2022年） | コミックシナリオ賞 | 狼将軍の生贄の花嫁 | 悠井すみれ                              | 13116        | [ 35 ] [ 36 ] [ 37 ]        |
| 第10回 （2022年） | コミックシナリオ賞 | 俺のおかげでSランクパーティになれたのに「無能はいらん」と追放されたので無能だけでパーティ組んで魔王を討伐します （反転勇者の逆転英雄譚〜「無能はいらん」と追放されたので無能だけでパーティー組んで魔王を討伐します〜） | 夜恵                                    | 13116        | [ 35 ] [ 36 ] [ 37 ]        |
| 第10回 （2022年） | コミックシナリオ賞 | 貸した魔力は【リボ払い】で強制徴収 〜用済みとパーティー追放された俺は、可愛いサポート妖精と一緒に取り立てた魔力を運用して最強を目指す。限界まで搾り取ってやるから地獄を見やがれ〜 （貸した魔力は【リボ払い】で強制徴収〜用済みとパーティー追放された俺は、可愛いサポート妖精と一緒に取り立てた魔力を運用して最強を目指す。〜）                            | まさキチ                                | 13116        | [ 35 ] [ 36 ] [ 37 ]        |
| 第10回 （2022年） | コミックシナリオ賞 | 唇は恋に染まる〜亡国の王女は呪いを解く為、朝も夜もキスをする （亡国の王女は呪いを解く為に朝も夜もキスをする） | 花散ここ                                | 13116        | [ 35 ] [ 36 ] [ 37 ]        |
| 第10回 （2022年） | コミックシナリオ賞 | 雑用係兼支援術師はパーティー追放に憧れる 〜世間は追放ブームなのに、俺を過大評価するパーティーメンバーたちが決して手放そうとしてくれない〜 | としぞう                                | 13116        | [ 35 ] [ 36 ] [ 37 ]        |
| 第10回 （2022年） | コミックシナリオ賞 | 捨てられた令嬢は、いつの間にかに拾われる | 吉高花（Hana） （吉高花）               | 13116        | [ 35 ] [ 36 ] [ 37 ]        |
| 第10回 （2022年） | コミックシナリオ賞 | 聖騎士の俺が好きになったヒロインが続々とアイツのハーレムメンバーになってしまうんだけど俺の何がいけないのか誰か教えてくれ!! | 麒麟堂あみだ                            | 13116        | [ 35 ] [ 36 ] [ 37 ]        |
| 第10回 （2022年） | コミックシナリオ賞 | タワーオブチューン "人類で唯一人ダンジョンを攻略した男" | 鰺屋華袋                                | 13116        | [ 35 ] [ 36 ] [ 37 ]        |
| 第10回 （2022年） | コミックシナリオ賞 | 病的な恋のロンド | 糸                                      | 13116        | [ 35 ] [ 36 ] [ 37 ]        |
| 第10回 （2022年） | コミックシナリオ賞 | 無愛想な教皇は瑞花の乙女を諦めない | 紫陽花                                  | 13116        | [ 35 ] [ 36 ] [ 37 ]        |
| 第10回 （2022年） | コミックシナリオ賞 | 紫色のクラベル〜傾国の悪役令嬢、その貴種流離譚〜 | 星見だいふく                            | 13116        | [ 35 ] [ 36 ] [ 37 ]        |
| 第10回 （2022年） | コミックシナリオ賞 | 闇属性だけど脚光を浴びてもいいですか?〜数合わせの君はもういらないと光の勇者パーティーを追放された伝説の暗殺者一族の少年がワケありぼっち闇美少女たちと共に真の勇者と呼ばれるまで〜略 （闇属性だけど脚光を浴びてもいいですか ─追放された少年暗殺者はワケあり闇美少女たちと真の勇者へ成り上がる）                                                            | ミオニチ                                | 13116        | [ 35 ] [ 36 ] [ 37 ]        |
| 第10回 （2022年） | コミックシナリオ賞 | 勇者パーティを追放されてしまったおっさん冒険者37歳……実はパーティメンバーにヤバいほど慕われていた （追放おっさん冒険者（37）…実はパーティメンバーにヤバいほど慕われていた） | 秋月静流                                | 13116        | [ 35 ] [ 36 ] [ 37 ]        |
| 第10回 （2022年） | メディアミックス賞 | エンドレス・ニューゲーム〜俺の幼馴染が『つよくてニューゲーム』を143回繰り返しているようだ〜 | 竜山三郎丸                              | 13116        | [ 35 ] [ 36 ] [ 37 ]        |
| 第10回 （2022年） | メディアミックス賞 | 辺獄の黒騎士 | ハスキー                                | 13116        | [ 35 ] [ 36 ] [ 37 ]        |
| 第10回 （2022年） | オーディオブック賞 | 事故物件不動産 | 路明（ロア） （路明）                   | 13116        | [ 35 ] [ 36 ] [ 37 ]        |
| 第11回 （2023年） | 金賞 | スライムは最強たる可能性を秘めている〜2回目の人生、ちゃんとスライムと向き合います〜 | 犬型大                                  | 15387        | [ 39 ] [ 40 ]               |
| 第11回 （2023年） | 金賞 | 私の秘密を婚約者に見られたときの対処法を誰か教えてください | 白雲八鈴                                | 15387        | [ 39 ] [ 40 ]               |
| 第11回 （2023年） | 金賞 | 享年82才の異世界転生!?〜ハズレ属性でも気にしない、スキルだけで無双します〜 （享年82歳の異世界転生!?〜ハズレ属性でも気にしない、スキルだけで無双します〜） | ラクシュミー                            | 15387        | [ 39 ] [ 40 ]               |
| 第11回 （2023年） | 小説賞 | 「頭の悪い女を妻にする気はない」と人を見下す次期宰相様は、ニコニコしてるだけのほんわか令嬢がなぜか気になる （腹黒次期宰相フェリクス・シュミットはほんわか令嬢の策に嵌まる） | 阿井りいあ                              | 15387        | [ 39 ] [ 40 ]               |
| 第11回 （2023年） | 小説賞 | レイトのゆるーい転生生活 | アケチカ                                | 15387        | [ 39 ] [ 40 ]               |
| 第11回 （2023年） | 小説賞 | 異世界から帰還したら地球もかなりファンタジーでした。あと、負けヒロインどもこっち見んな。 | 飯田栄静@市村鉄之助 （飯田栄静）        | 15387        | [ 39 ] [ 40 ]               |
| 第11回 （2023年） | 小説賞 | 喫茶月影の幸せひと皿 | 内間飛来                                | 15387        | [ 39 ] [ 40 ]               |
| 第11回 （2023年） | 小説賞 | 婚約者は義妹と結婚して我が家を継ぐそうです。は? 〜欲をかいて思い込んで調子に乗った末路〜 （欲しがりな義妹に堪忍袋の緒が切れました 〜婚約者を奪ったうえに、我が家を乗っ取るなんて許しません〜） | 重原水鳥                                | 15387        | [ 39 ] [ 40 ]               |
| 第11回 （2023年） | 小説賞 | 妹に婚約者を譲って趣味に没頭していたら、悪友王子に求婚されました。その一方で、真実の愛を貫いた妹の様子が少しおかしいようです | 花宵                                    | 15387        | [ 39 ] [ 40 ]               |
| 第11回 （2023年） | 小説賞 | 主人公になり損ねたオジサン | カブキマン                              | 15387        | [ 39 ] [ 40 ]               |
| 第11回 （2023年） | 小説賞 | 転生聖女は友情エンドを目指す! 〜腐女子なのに乙女ゲームの世界に転生しちゃいましたが親友キャラとイチャイチャ百合しながら悪役令嬢と派閥抗争してます〜 | 川獺右端                                | 15387        | [ 39 ] [ 40 ]               |
| 第11回 （2023年） | 小説賞 | 貞操逆転世界で真面目な成り上がりを目指して男騎士になった僕がヤリモク女たちに身体を狙われまくる話 | 寒天ゼリヰ                              | 15387        | [ 39 ] [ 40 ]               |
| 第11回 （2023年） | 小説賞 | 社内監察代行─S.P.Y.株式会社 （S.P.Y.株式会社 社内の不正、お調べします） | 九条睦月                                | 15387        | [ 39 ] [ 40 ]               |
| 第11回 （2023年） | 小説賞 | 私のことはどうぞお気遣いなく、これまで通りにお過ごしください。 | くびのほきょう                          | 15387        | [ 39 ] [ 40 ]               |
| 第11回 （2023年） | 小説賞 | 姫プレイ聖女〜冒険者に憧れた少年は聖女となり姫プレイするのです〜 | 功野涼し                                | 15387        | [ 39 ] [ 40 ]               |
| 第11回 （2023年） | 小説賞 | 悪女矯正計画 | さくたろう                              | 15387        | [ 39 ] [ 40 ]               |
| 第11回 （2023年） | 小説賞 | タクシー運転手のヨシダさん （怪奇話集 タクシー運転手のヨシダさん） | 佐野和哉                                | 15387        | [ 39 ] [ 40 ]               |
| 第11回 （2023年） | 小説賞 | 醜い王子と人魚の献身 （囚われの鱗姫は救国の王子と秘めやかな恋に落ちる） | しろ卯                                  | 15387        | [ 39 ] [ 40 ]               |
| 第11回 （2023年） | 小説賞 | 雨の神は名づけの巫女を恋ひ求める （雨の神は名づけの巫女を恋ひ求む 天雨家神婚奇譚） | 遠野まさみ（高遠あさみ） （遠野まさみ） | 15387        | [ 39 ] [ 40 ]               |
| 第11回 （2023年） | 小説賞 | オネエ魔術師と拾われ弟子◆汚城掃除婦は今日も憂鬱◆ | ナユタ                                  | 15387        | [ 39 ] [ 40 ]               |
| 第11回 （2023年） | 小説賞 | 商人令嬢はお金の力で無双する | 西崎ありす                              | 15387        | [ 39 ] [ 40 ]               |
| 第11回 （2023年） | 小説賞 | 目の前の惨劇で前世を思い出したけど、あまりにも問題山積みでいっぱいいっぱいです。 | 猫石                                    | 15387        | [ 39 ] [ 40 ]               |
| 第11回 （2023年） | 小説賞 | アスクラピアの子 | ピジョン                                | 15387        | [ 39 ] [ 40 ]               |
| 第11回 （2023年） | 小説賞 | 局様!三十路OLの転職〜株式会社異世界商事へようこそ〜 （お局様!三十路ＯＬの転職〜株式会社異世界商事へようこそ〜） | 富士とまと                              | 15387        | [ 39 ] [ 40 ]               |
| 第11回 （2023年） | 小説賞 | 八彩国の後宮物語 〜退屈仙皇帝と本好き姫〜 | 富士とまと                              | 15387        | [ 39 ] [ 40 ]               |
| 第11回 （2023年） | 小説賞 | 復讐を誓う転生陰陽師は現代世界で無双する〜裏切者の一族だと冤罪をかけられ没落しましたが、最強の式神達と共に成り上がります〜 | 藤原みけ                                | 15387        | [ 39 ] [ 40 ]               |
| 第11回 （2023年） | 小説賞 | じゃない孔明転生記。軍師の師だといわれましても | 二水うなむ                              | 15387        | [ 39 ] [ 40 ]               |
| 第11回 （2023年） | 小説賞 | 下の階にはツキノワグマが住んでいる | 鞠目                                    | 15387        | [ 39 ] [ 40 ]               |
| 第11回 （2023年） | 小説賞 | 夜を産みしは霊胎姫〜四ツ国黎明奇譚〜 （忌み子の姫は夜明けを請う 四ツ国黎明譚） | 実緒屋おみ（円月） （実緒屋おみ）       | 15387        | [ 39 ] [ 40 ]               |
| 第11回 （2023年） | 小説賞 | 義妹に婚約者を奪われたので、好きに生きようと思います。 | ミズメ                                  | 15387        | [ 39 ] [ 40 ]               |
| 第11回 （2023年） | 小説賞 | 姉喰い勇者と貞操逆転帝国のお姉ちゃん! ゴミスキルとバカにされ続けた姉喰いギフトの少年、スキル覚醒し帝国最強七大女将軍を堕としまくる。 | みなもと十華                            | 15387        | [ 39 ] [ 40 ]               |
| 第11回 （2023年） | 小説賞 | 裏庭のドア、異世界に繋がる 〜異世界で趣味だった料理を仕事にしてみます〜 | 芽生                                    | 15387        | [ 39 ] [ 40 ]               |
| 第11回 （2023年） | 小説賞 | ちびっ子転生者は手に負えないッ!〜転生したらちびっ子だったけど、聖獣と一緒にちゅどーん!する〜 | 撫羽                                    | 15387        | [ 39 ] [ 40 ]               |
| 第11回 （2023年） | 小説賞 | 水曜日の君 | 八木美帆子                              | 15387        | [ 39 ] [ 40 ]               |
| 第11回 （2023年） | 小説賞 | 口約束は果たされた〜辺境伯家の婿は溺愛される〜 | 山吹弓美                                | 15387        | [ 39 ] [ 40 ]               |
| 第11回 （2023年） | 小説賞 | 教育しよう!!〜魔力至上主義? 魔力底辺で処分に怯える転生幼女は、社会常識の方を変えることにしました。 （転生幼女は教育したい! 〜前世の知識で、異世界の社会常識を変えることにしました〜） | Ryoko                                   | 15387        | [ 39 ] [ 40 ]               |
| 第11回 （2023年） | コミックシナリオ賞 | 極悪怪人デスグリーン | 今井三太郎                              | 15387        | [ 39 ] [ 40 ]               |
| 第11回 （2023年） | コミックシナリオ賞 | 趣味人な魔王、世界を変える | 海蛇                                    | 15387        | [ 39 ] [ 40 ]               |
| 第11回 （2023年） | コミックシナリオ賞 | 鏡花の桜 〜花の詩〜 | 京崎真琴                                | 15387        | [ 39 ] [ 40 ]               |
| 第11回 （2023年） | コミックシナリオ賞 | かわいくてニューゲーム!〜ゲーマーが異世界で【職業→遊び人♥】の美少女にＴＳ転生したけど、デバフに負けず最強チート魔法で無双します〜 | ささき彼女!                             | 15387        | [ 39 ] [ 40 ]               |
| 第11回 （2023年） | コミックシナリオ賞 | 勇者代理なんだけどもう仲間なんていらない | ジガー                                  | 15387        | [ 39 ] [ 40 ]               |
| 第11回 （2023年） | コミックシナリオ賞 | 幼馴染のわたしはモブでいたいのに、なぜかヒロインの恋愛対象になっている。 | 白藍まこと                              | 15387        | [ 39 ] [ 40 ]               |
| 第11回 （2023年） | コミックシナリオ賞 | 魅了の魔法が解けたので。 | 遠野                                    | 15387        | [ 39 ] [ 40 ]               |
| 第11回 （2023年） | コミックシナリオ賞 | 平和になったので用済みだと処刑された最強の軍用魔術師、敗戦国のエルフ姫に英雄召喚されたので国家再建に手を貸すことに。祖国よ邪魔するのは良いがその魔術作ったの俺なので効かないし、こっちの魔力は無限だが? | 虎戸リア                                | 15387        | [ 39 ] [ 40 ]               |
| 第11回 （2023年） | コミックシナリオ賞 | 娼館オズマ | 烏なんこつ                              | 15387        | [ 39 ] [ 40 ]               |
| 第11回 （2023年） | コミックシナリオ賞 | 信長Take3 | 松岡良佑                                | 15387        | [ 39 ] [ 40 ]               |
| 第11回 （2023年） | コミックシナリオ賞 | この孤独な厄災達に救いの手を! | 腹痛勇気 （傷になりたい）               | 15387        | [ 39 ] [ 40 ]               |
| 第11回 （2023年） | セカンドチャンス賞 | クソゲー悪役令嬢〜滅亡ルートしかないクソゲーに転生したけど、絶対生き残ってやる! | タカば                                  | 15387        | [ 39 ] [ 40 ]               |
| 第11回 （2023年） | オーディオブック賞 | 人類管理機構 | 青峰輝楽                                | 15387        | [ 39 ] [ 40 ]               |

### 短編企画大賞
2020年限定で行われた。
| 回数  | 賞           | タイトル | 著者         | 応募作品総数 | 出典   |
| ----- | ------------ | --- | ------------ | ------------ | ------ |
| 第1弾 | 準グランプリ | 親友が異世界召喚からのTS勇者で魔王倒して帰って来たけど体が女のままだから恋愛対象どっちにするか迷ってるらしいが知った事じゃねぇ! | monaka       | 870          | [ 41 ] |
| 第1弾 | peep奨励賞   | 異世界転生したら素敵な彼氏が出来ました!――ただし彼の周囲でよく人が死にます――                                                     | 28号         | 870          | [ 41 ] |
| 第2弾 | グランプリ   | 初雪の呪い | 七尾ぬこ     | 146          | [ 41 ] |
| 第2弾 | 準グランプリ | はるまち | せりざわユウ | 146          | [ 41 ] |
| 第2弾 | 受賞         | 猫の目で見る世界 | 灰羽アリス   | 146          | [ 41 ] |
| 第2弾 | 受賞         | 氷の上の国 -ファンタジア- | 河野章       | 146          | [ 41 ] |
| 第2弾 | 奨励賞       | オイラはブラックサンタクロース 〜聖夜の悪い悪戯坊や〜                                                                           | はなまる     | 146          | [ 41 ] |
| 第2弾 | 奨励賞       | ぼくの願いをかなえてください | アンリ       | 146          | [ 41 ] |
| 第2弾 | 奨励賞       | そこに彼女の愛はない。しかし誰かの愛はある。                                                                                    | 篠原皐月     | 146          | [ 41 ] |